# Finding Neverland
Finding Neverland är en brittisk-amerikansk dramafilm från 2004 i regi av Marc Forster.
Filmen hade biopremiär i Sverige den 11 mars 2005, utgiven av SF Studios.

## Handling
Författaren J.M. Barries (Johnny Depp) senaste pjäs har blivit ett misslyckande och han sätter sig i en park för att få inspiration till en ny pjäs. Där träffar han änkan Sylvia (Kate Winslet) med sina fyra pojkar, som han underhåller med sina berättelser. Eftersom Sylvia är änka har hon väldigt jobbigt med att uppfostra alla pojkarna. Snart börjar J.M Barrie följa med pojkarna hem och leka med dem (till sin frus stora förtret) som hjälp för Sylvia och för att han börjar fatta tycke för pojkarna. Deras livfullhet, och den näst yngsta pojkens, Peters (Freddie Highmore), besynnerliga beteende, är det som ger honom idéer till pjäsen Peter Pan.

## Om filmen
Filmens manus är skrivet av David Magee och baseras på Allan Knees pjäs The Man Who Was Peter Pan. Filmen nominerades till sju Oscars, bland annat i kategorin "Bästa film". Dock vann den endast en statyett, i kategorin "Bäst musik".

## Rollista (i urval)
- Johnny Depp – J.M. Barrie
- Dustin Hoffman – Charles Frohman
- Kate Winslet – Sylvia
- Radha Mitchell – Mary Barrie
- Julie Christie – Mrs. Emma du Maurier
- Freddie Highmore – Peter Llewelyn Davies
- Ian Hart – Sir Arthur Conan Doyle
- Joe Prospero – Jack Llewelyn Davies
- Nick Roud – George Llewelyn Davies
- Luke Spill – Michael Llewelyn Davies
- Kelly Macdonald – Peter Pan
- Mackenzie Crook – Mr. Jaspers - Usher
- Tim Potter – Hook